# لوبوش برنيش
لوبوش برنيش (بالسلوفاكية: Ľuboš Perniš)‏ (مواليد 21 سبتمبر 1976 في بوينيتسى) هو لاعب كرة قدم سلوفاكي سابق كان يجيد اللعب في مركز المهاجم.